# Jenisch-Haus (Kempten)

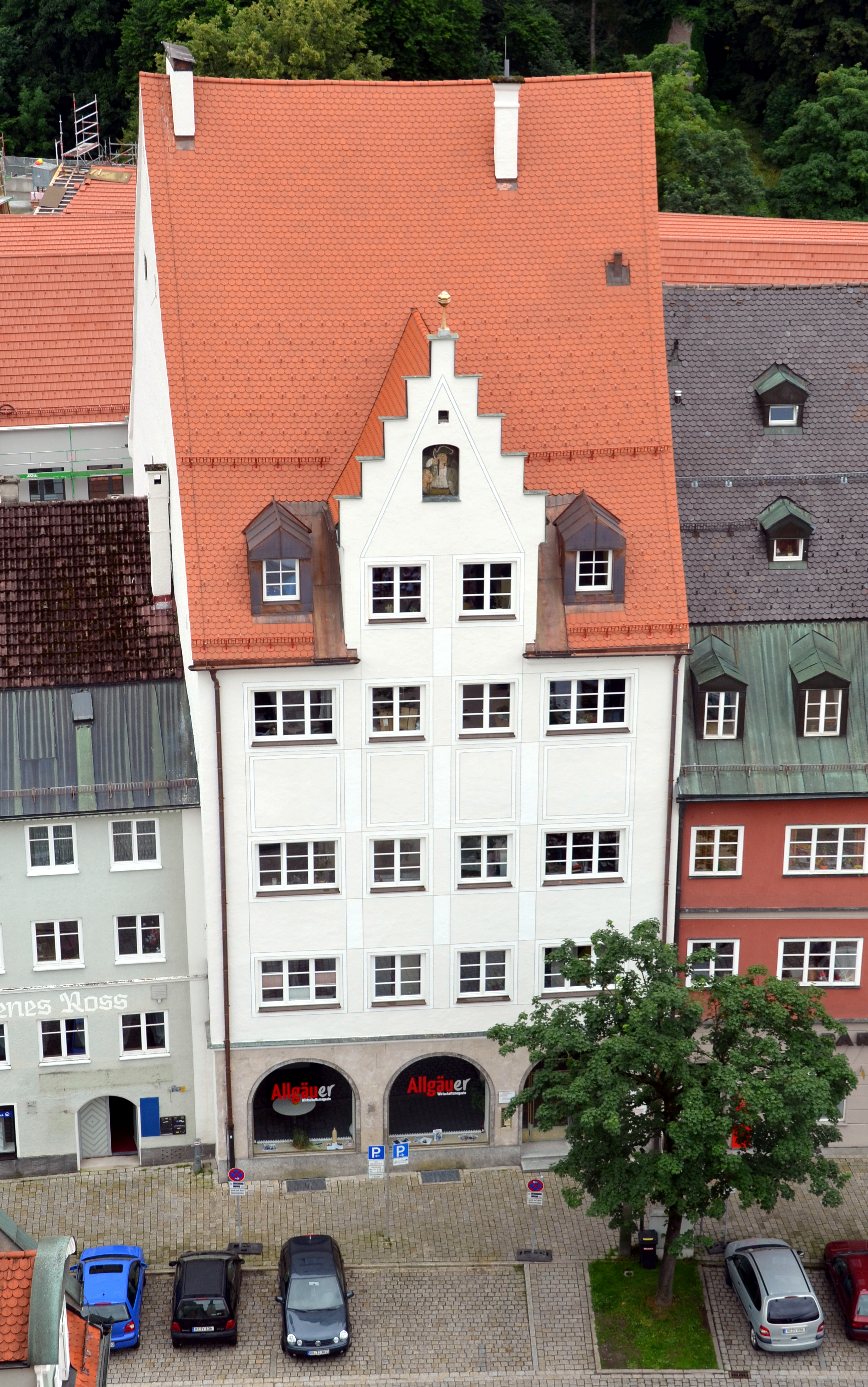
Das Jenisch-Haus am St.-Mang-Platz in Kempten

Das Jenisch-Haus ist ein denkmalgeschütztes Patrizierhaus am Kirchplatz der St.-Mang-Kirche. Das Haus mit hohem Satteldach am St.-Mang-Platz 1 schließt direkt an das Rote Haus, welches ebenso zur Familie Jenisch gehörte, an.

## Beschreibung und Geschichte
Das Jenisch-Haus stammt aus dem 17. Jahrhundert und hat vier Geschosse. Das am Anfang des 18. Jahrhunderts von Johann Jacob von Jennisch gekaufte Haus wurde im Jahr 1760 im Inneren umgebaut. Der Treppengiebel wurde im 19. Jahrhundert gegen einen Volutengiebel ausgetauscht. Ab den Jahren 1959/60 wurde das Jenisch-Haus mit der Altstadtsanierung komplett entkernt. Dabei blieben lediglich die Außenmauern erhalten. Bei diesen baulichen Maßnahmen wurde auch ein Portal aus der Mittelachse seitlich versetzt.
Im Erdgeschoss befanden sich in der Mittelpassage Kreuzgrate mit stuckierten Blattstabrippen aus den Anfängen des 17. Jahrhunderts. Unter einem Gebälkstück mit Rosettenfries befanden sich zwei Eisentüren. Die einläufige Treppe besaß eine oval durchbrochene Holzbrüstung aus etwa 1800.
Im ersten Stockwerk befand sich im Vorraum ein Rahmenstuck und ein Blattstab im Nordzimmer. Im zweiten Geschoss befanden sich im Vorraum Kreise um Rosetten mit einem Türstock mit Pilastern aus 1600. Im dritten Stockwerk befand sich ein Vorraum mit Rahmenstuck und auch Türstöcke wie im zweiten Geschoss. Die Treppenbrüstung aus dem 17. Jahrhundert hatte runde Baluster und gesägte Ranken. Im vierstöckigen Dachboden befanden sich kleine, gedrechselte Säulen.
Das Bauwerk hat vier Fensterachsen. Der Giebel ist mit einem eingesetzten Gemälde ausgestattet. Das Kellergewölbe hat eine Kreuzung von 3 : 3 Tonnengewölben.

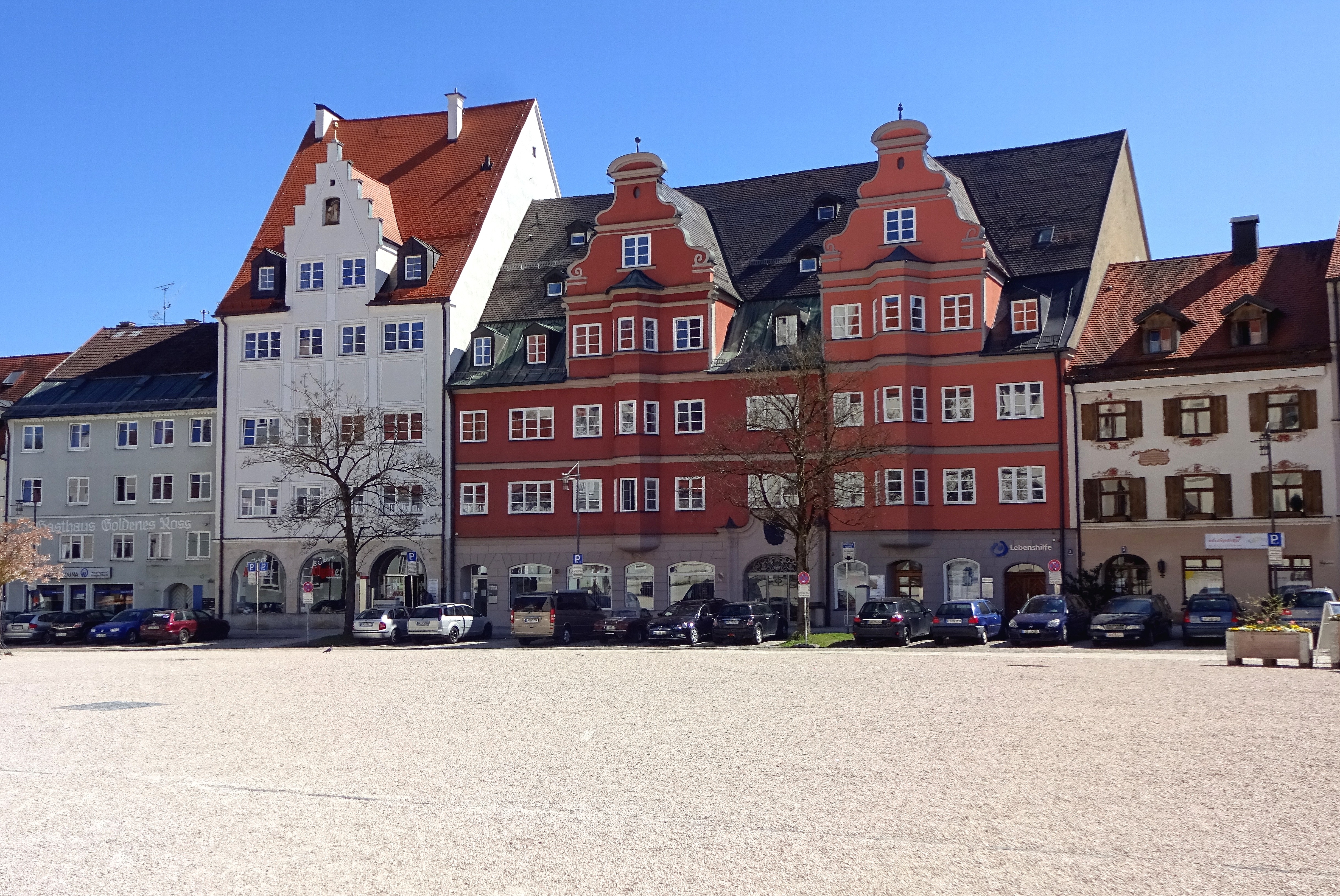
nebst Rotem Haus (2015)
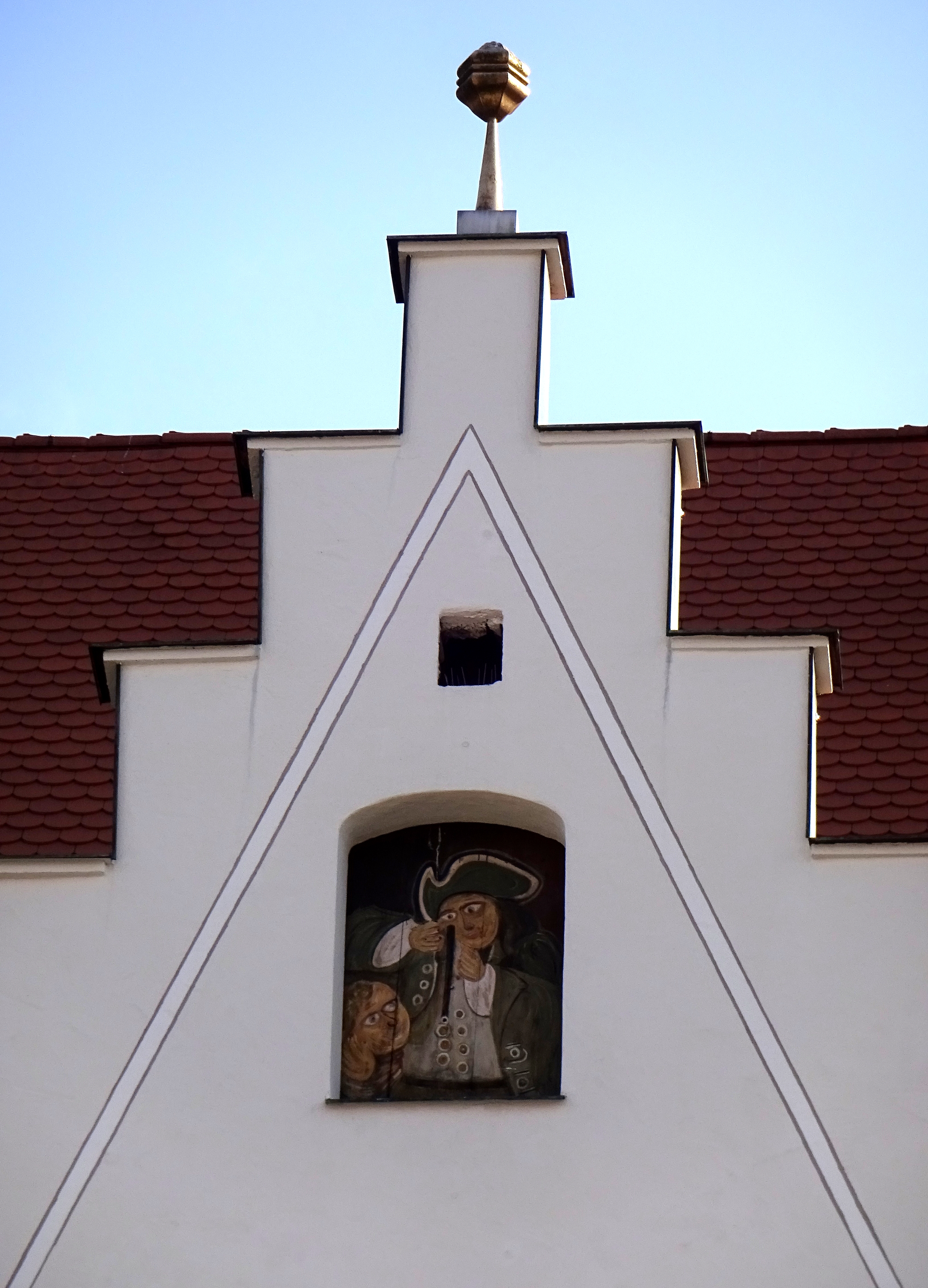
Gemälde im Giebel